# Münzwurf von Rotterdam

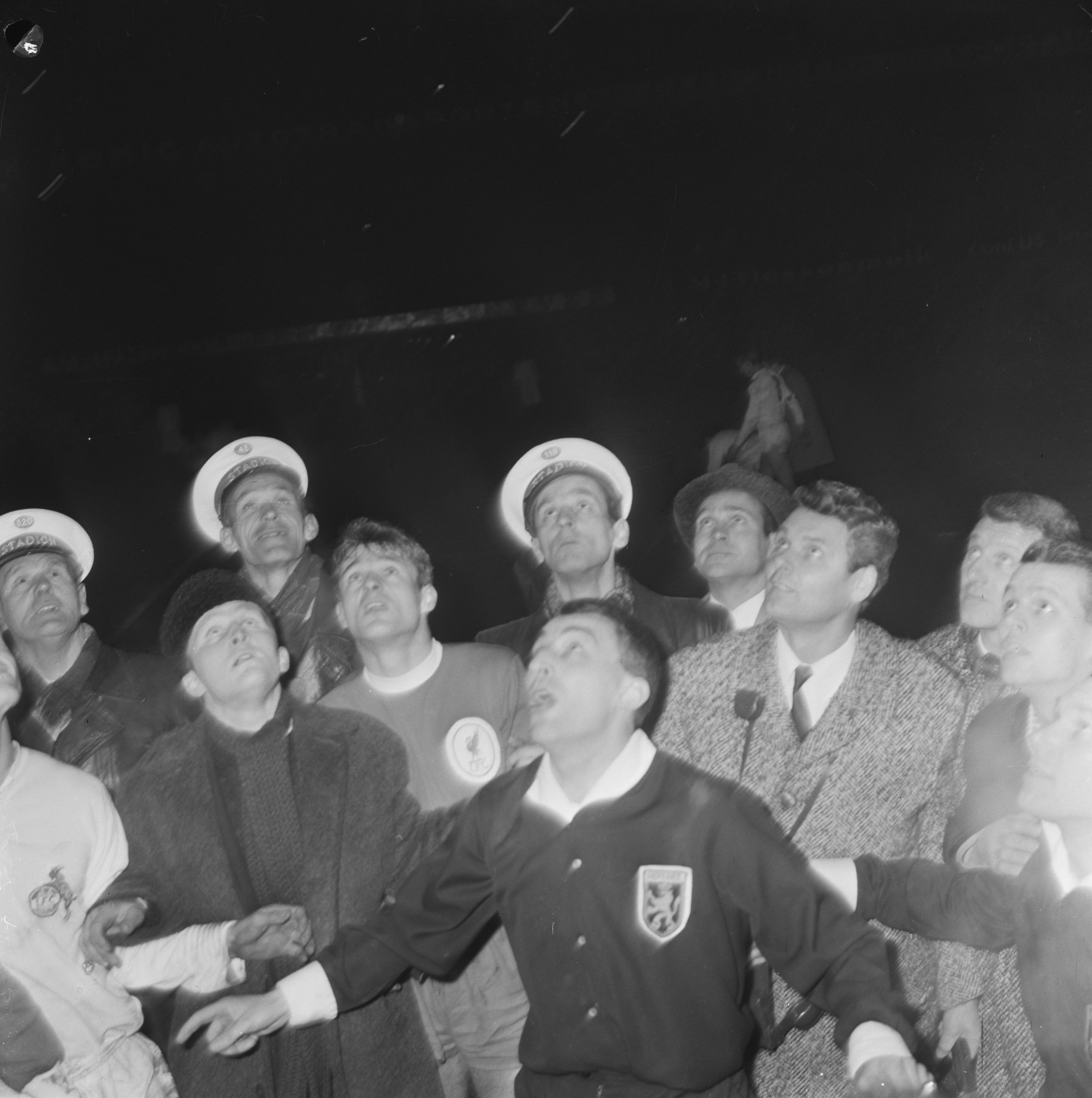
Schiedsrichter, Spieler, Pressevertreter und Ordner beim Münzwurf von Rotterdam

Durch den „Münzwurf von Rotterdam“ wurde am 24. März 1965 der Sieger des Viertelfinal-Duells zwischen dem FC Liverpool und dem 1. FC Köln im Fußball-Europapokal der Landesmeister 1964/65 ermittelt: der FC Liverpool gewann. Vorangegangen waren drei Spiele zwischen den beiden Mannschaften mit einer Gesamtdauer von 300 Minuten, bei denen kein Sieger ermittelt werden konnte.
Wegen dieser und weiterer ungewöhnlicher Umstände gilt der Vergleich zwischen den beiden Teams als einer der dramatischsten des europäischen Fußballs. So musste der entscheidende Münzwurf wiederholt werden. Außerdem stand der Kölner Spieler Wolfgang Weber bis zum Ende auf dem Spielfeld, obwohl er sich während des Spiels das Wadenbein gebrochen hatte.

## Vorgeschichte

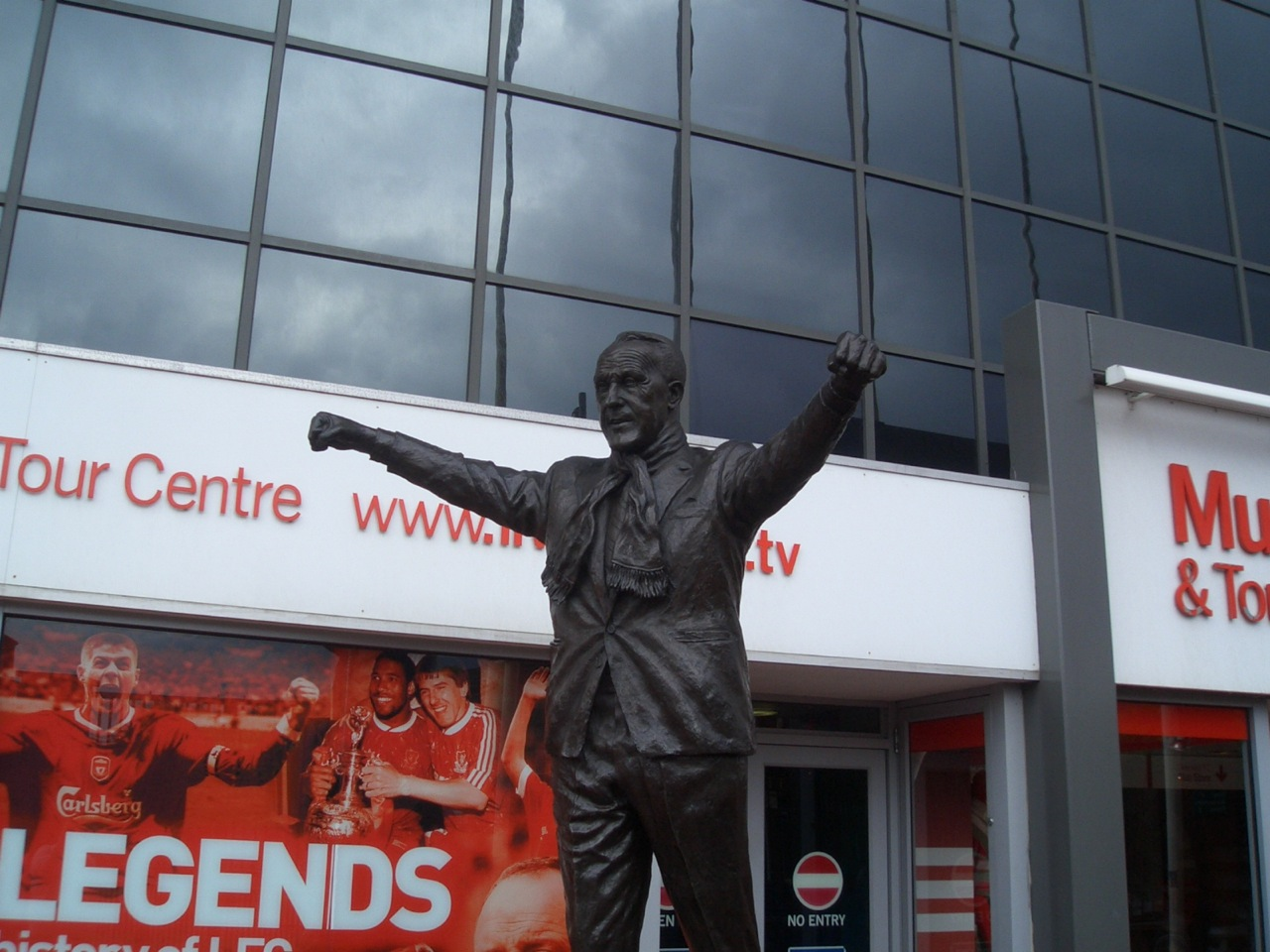
Liverpool-Coach Bill Shankly, hier seine Bronzestatue an der Anfield Road

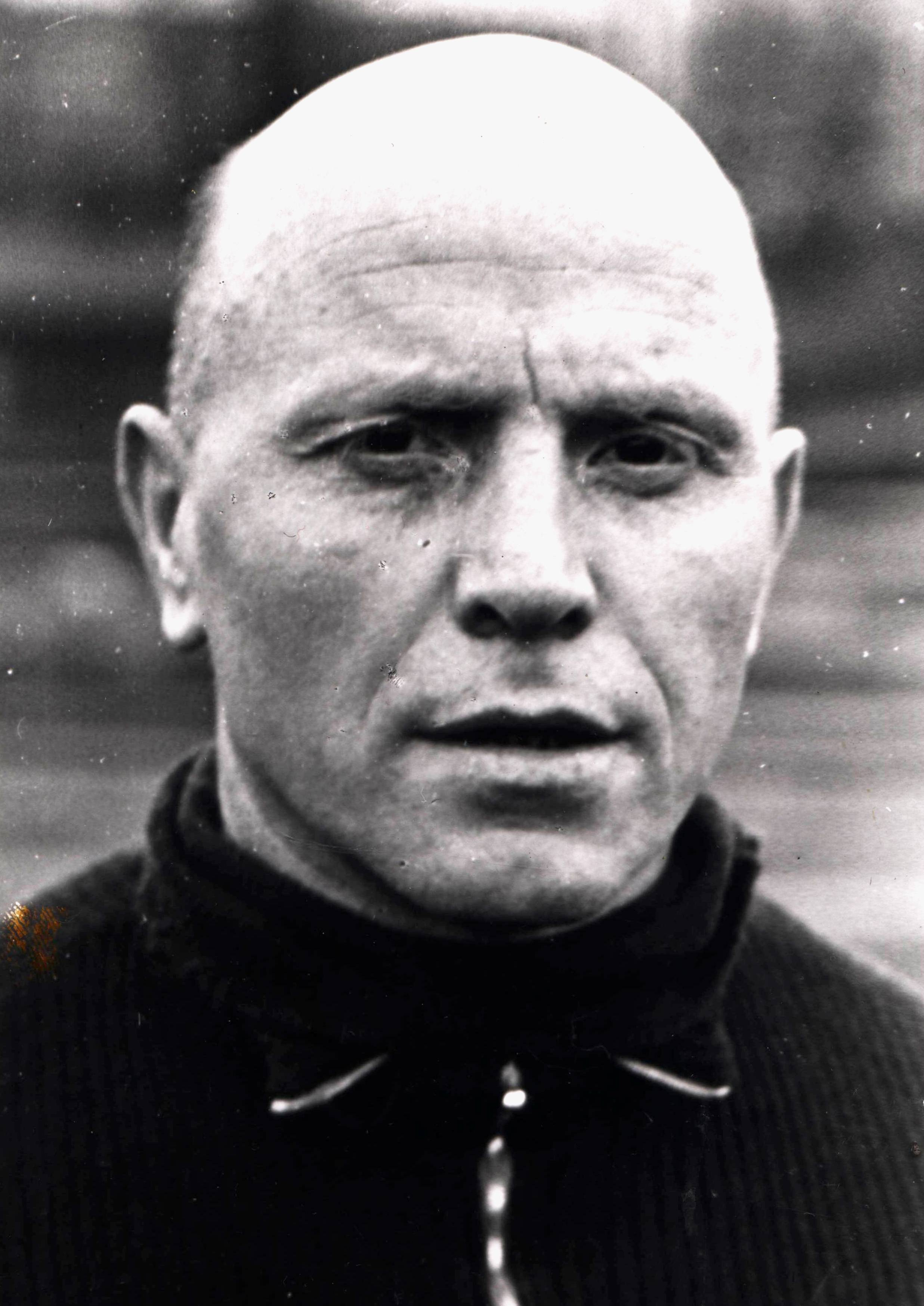
Georg Knöpfle trainierte den 1. FC Köln

Beide Mannschaften qualifizierten sich als Meister der Vorjahres-Saison 1963/64 ihrer jeweiligen nationalen Liga für den wichtigsten kontinentalen Vereinswettbewerb, den Europapokal der Landesmeister, der heute unter dem Namen UEFA Champions League ausgespielt wird. Der FC Liverpool wurde seinerzeit durch den Gewinn der Football League First Division zum sechsten Mal Meister in England, während der 1. FC Köln die erste Austragung der Bundesliga gewann und zum zweiten Mal Deutscher Meister wurde.

### Der Weg ins Viertelfinale
Die Vorrunde des Wettbewerbs überstanden beide Mannschaften souverän. Liverpool schlug KR Reykjavík zweimal deutlich (5:0 und 6:1), Köln setzte sich gegen Partizani Tirana (0:0 und 2:0) durch. In der 1. Runde hatten die Engländer erneut keinerlei Probleme und bezwangen den RSC Anderlecht 3:0 und 1:0. Der 1. FC Köln tat sich schwerer, bezwang letztlich aber Panathinaikos Athen nach einem 1:1 im Hinspiel mit einem 2:1-Sieg im Rückspiel.

### Ausgangslage vor dem Duell
Trotz einer Auswahl an guten Spielern in den eigenen Reihen galt der Kölner FC gegen Liverpool als klarer Außenseiter. Dies sahen auch Vertreter des Klubs so. Georg Stollenwerk, zuvor Spieler beim FC, wurde als Beobachter nach England geschickt und bezeichnete die Mannschaft von Bill Shankly als unschlagbar. Shankly, der von seinen Spielern „Boss“ genannt wurde, trainierte die “Reds” seit 1959 und stieg erst 1962 in die höchste englische Spielklasse auf. Zwei Jahre später führte er den Verein zur Meisterschaft.
Die Liverpooler Mannschaft bestand aus mehreren international anerkannten Spielern, die bereits zusammenspielten. Hier sind die Abwehrspieler Chris Lawler und Tommy Smith, Kapitän Ron Yeats, der Mittelfeldakteur Ian Callaghan, der Flügelläufer Peter Thompson sowie die beiden Stürmer Ian St. John und Roger Hunt zu nennen.
Der 1. FC Köln gewann in der Saison zuvor unter Trainer Georg Knöpfle die erste Austragung der Bundesliga und galt als innovativer  Fußballverein in Deutschland, was hauptsächlich Präsident Franz Kremer zugeschrieben wurde. Ein Verlust war der Ausfall von Hans Schäfer. Der Weltmeister von 1954, der für Köln in 394 Spielen 254 Tore schoss, konnte an keinem der drei Spiele mitwirken und beendete kurz darauf seine Karriere. Mit Heinz Hornig, Wolfgang Overath und Wolfgang Weber verfügten die Kölner trotzdem noch auf sämtlichen Positionen über Spieler, die in Deutschland und Europa zur Spitze gehörten.

### Hinspiel am 10. Februar 1965, 1. FC Köln – FC Liverpool 0:0
Das Hinspiel fand am 10. Februar 1965 vor 39.139 Zuschauern in der Hauptkampfbahn im Sportpark Müngersdorf statt. Der 1. FC Köln war gegen eine defensiv eingestellte Mannschaft aus Liverpool die spielbestimmende Mannschaft, erarbeitete sich aber dennoch nur wenige Gelegenheiten und verpasste es, einen Treffer zu erzielen.
Eine klare Torchance im Spiel hatte Karl-Heinz Thielen, der am Pfosten scheiterte. Das Spiel endete torlos.

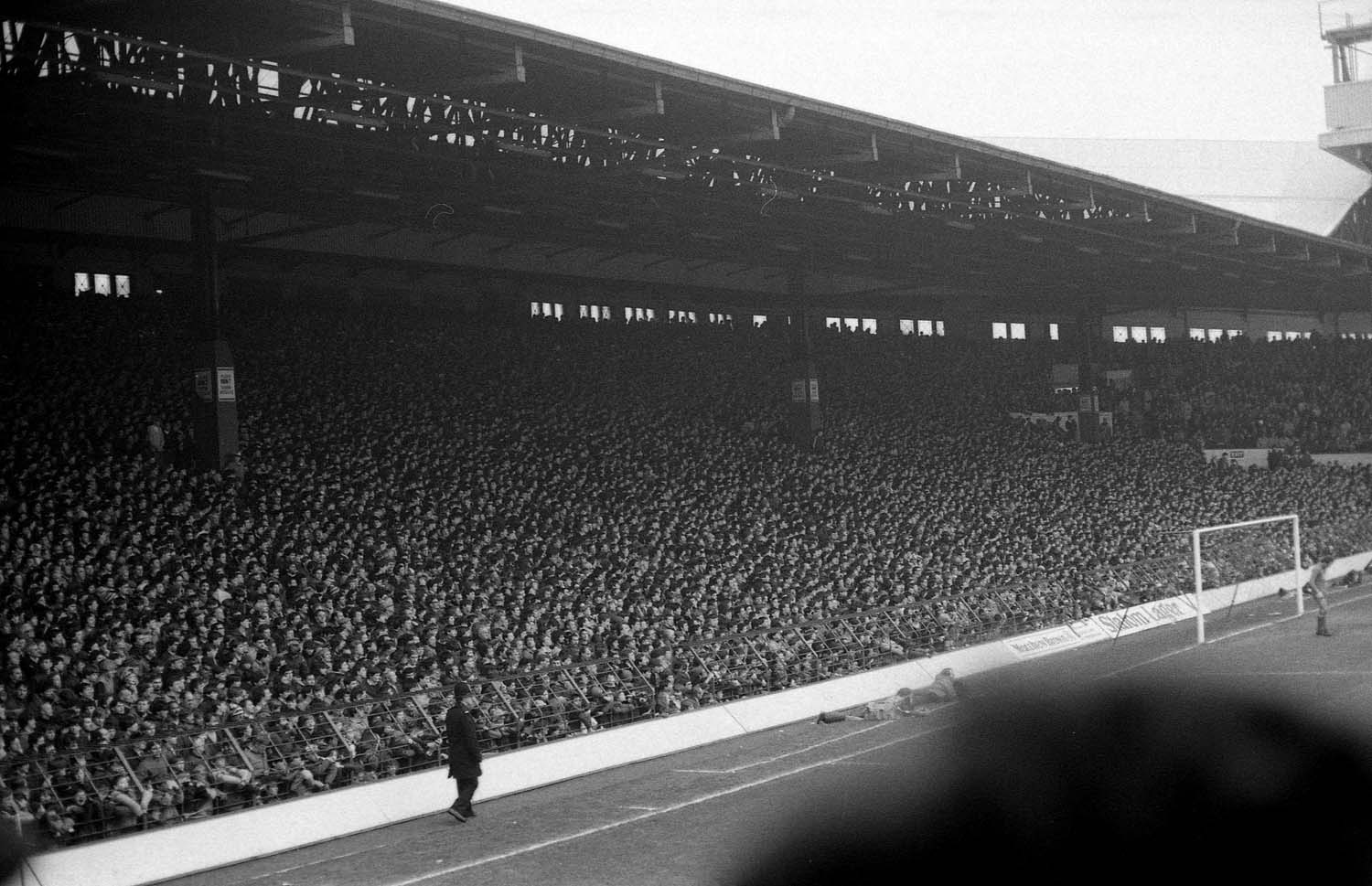
Anfield Road, Spielstätte des Rückspiels

### Absage des geplanten Rückspiels am 3. März 1965
Das Rückspiel sollte ursprünglich am 3. März 1965 stattfinden. Der Platz an der Anfield Road war jedoch von Schnee bedeckt und der Schiedsrichter entschied, nicht anzupfeifen. Diese Entscheidung wurde 15 Minuten vor Spielbeginn gefällt, als das Stadion bereits voll besetzt war.

### Rückspiel am 17. März 1965, FC Liverpool – 1. FC Köln 0:0
Das Rückspiel fand vor 48.948 Zuschauern statt. Während der Kölner Torwart Toni Schumacher im Hinspiel so gut wie gar nicht eingreifen musste, war im Rückspiel das Gegenteil der Fall. Die Liverpooler Mannschaft war das  dominierende Team, verpasste es aber wie der FC im Hinspiel, ein Tor zu erzielen.
Neben Schumacher überzeugten auch die Verteidiger Wolfgang Weber und Matthias Hemmersbach. Die Kölner erarbeiteten sich ihrerseits nur sehr wenige Chancen, die ebenfalls nicht genutzt wurden. Auch das Rückspiel endete somit torlos, woraufhin dem damaligen Reglement entsprechend ein Entscheidungsspiel angesetzt wurde.

## Austragungsort des Entscheidungsspiels

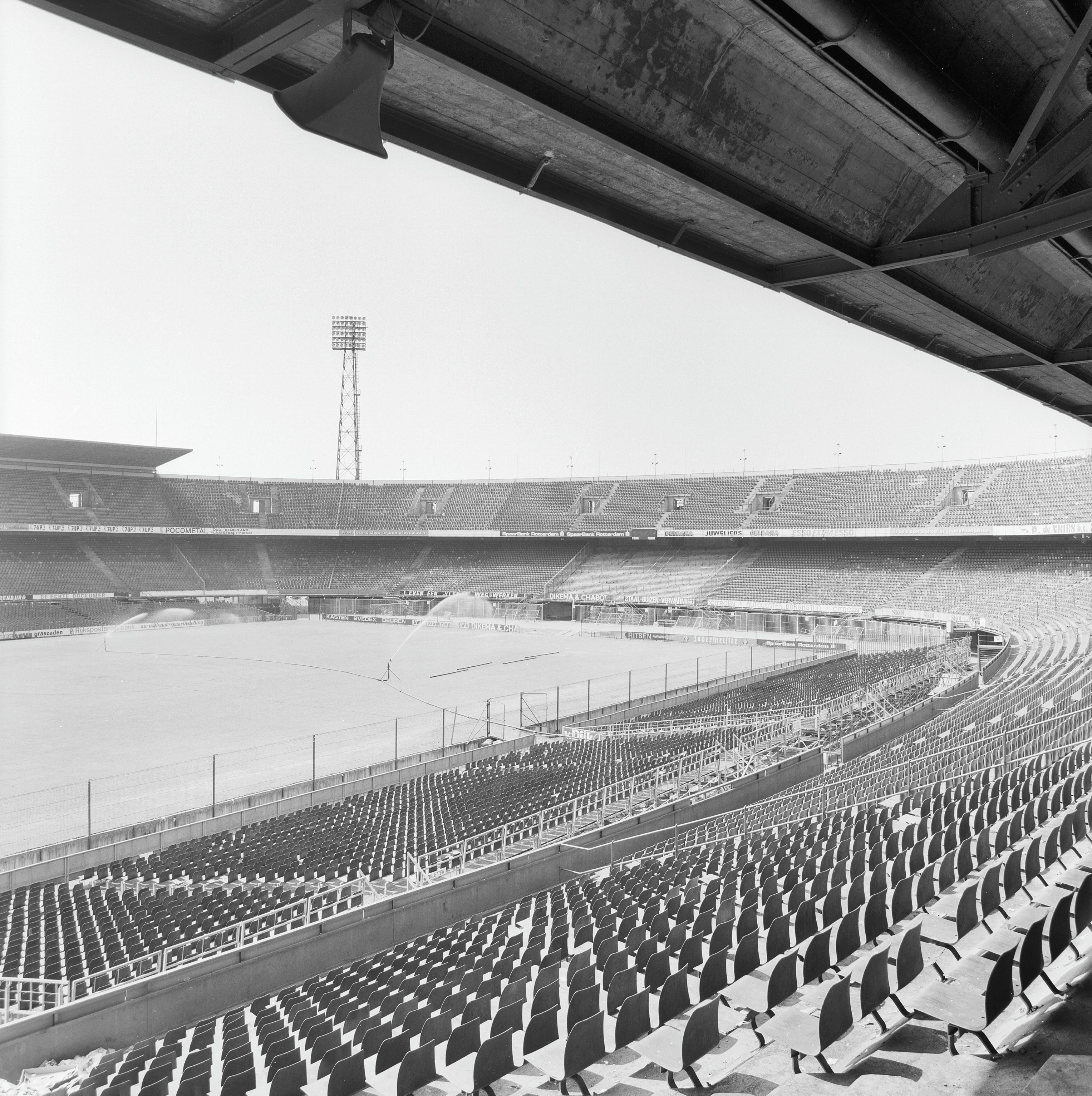
De-Kuip-Stadion

Wurde zur damaligen Zeit im Europapokal nach Hin- und Rückspiel kein Sieger ermittelt, fand das Entscheidungsspiel an einem neutralen Ort statt. Dabei sah das Regelwerk vor, dass das Spiel in einem unbeteiligten Land stattzufinden hat. Die beiden Vereine leiteten ihre Vorschläge an die UEFA weiter, die entscheiden musste.
Wenig überraschend schlugen beide Vereine Stadien vor, die so nah wie möglich am eigenen Standort waren. Die Verantwortlichen des FC Liverpool bevorzugten den Hampden Park im schottischen Glasgow, während die Kölner De Kuip im niederländischen Rotterdam als Spielort wünschten.
Die UEFA folgte dem Kölner Vorschlag und ließ das Spiel am 24. März 1965 im Rotterdamer De-Kuip-Stadion ausrichten, unter anderem auch, weil sich dieses Stadion zwei Jahre zuvor als Finalort des Europapokals der Pokalsieger 1962/63 bewährt hatte. Dadurch hatte der FC den Vorteil des deutlich kürzeren Anreiseweges und der höheren Anzahl von Fans vor Ort. Etwa 20.000 Kölner begleiteten ihre Mannschaft in die Niederlande.
Das Stadion war am Spieltag mit 47.862 Zuschauern ausverkauft.

## Spielverlauf

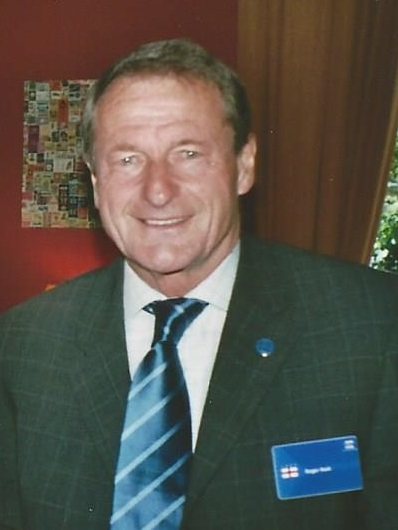
Roger Hunt, 2006

### Erste Halbzeit
Es entwickelte sich schnell ein offener Schlagabtausch, in dem Liverpool nach 21 Minuten der Führungstreffer durch Ian St. John gelang. Wolfgang Weber brach sich kurz zuvor durch einen Zusammenprall mit Gordon Milne das Wadenbein und wurde in die Kabine gebracht. Zu diesem Zeitpunkt wusste noch niemand vom Ausmaß der Verletzung, Weber klagte jedoch über heftige Schmerzen und humpelte stark.
Da zur damaligen Zeit noch keinerlei Spielerwechsel erlaubt waren, musste Köln zunächst mit zehn Mann weiterspielen. Liverpool nutzte dies in der 36. Minute und erhöhte die Führung durch ein Abstaubertor von Roger Hunt, dessen Gegenspieler Wolfgang Weber war, auf 2:0. Karl-Heinz Thielen verkürzte kurz vor der Pause per Kopf für Köln auf 1:2.

### Zweite Halbzeit
Wolfgang Weber kehrte auf das Spielfeld zurück, wo er fortan hauptsächlich nur noch stehend an der Partie teilnahm und von FC-Trainer Knöpfle deswegen in die Spitze positioniert wurde. Kurz nach Wiederanpfiff, in der 48. Spielminute, gelang Hannes Löhr durch einen Distanzschuss der Ausgleichstreffer zum 2:2.
Nach etwa 70 Minuten wurde Löhr dann von Liverpool-Kapitän Ron Yeats mit einem Faustschlag niedergestreckt, der Schiedsrichter reagierte darauf jedoch nicht. Nächster großer Aufreger war in der Folge ein nicht anerkanntes Tor des Kölners Heinz Hornig. Es war kurz vor Schluss ausgerechnet Weber, der trotz seines Wadenbeinbruches die größte Chance auf den Siegtreffer für Köln hatte, doch er vergab knapp. Der FC Liverpool kam zu keinen großen Chancen mehr.

### Verlängerung

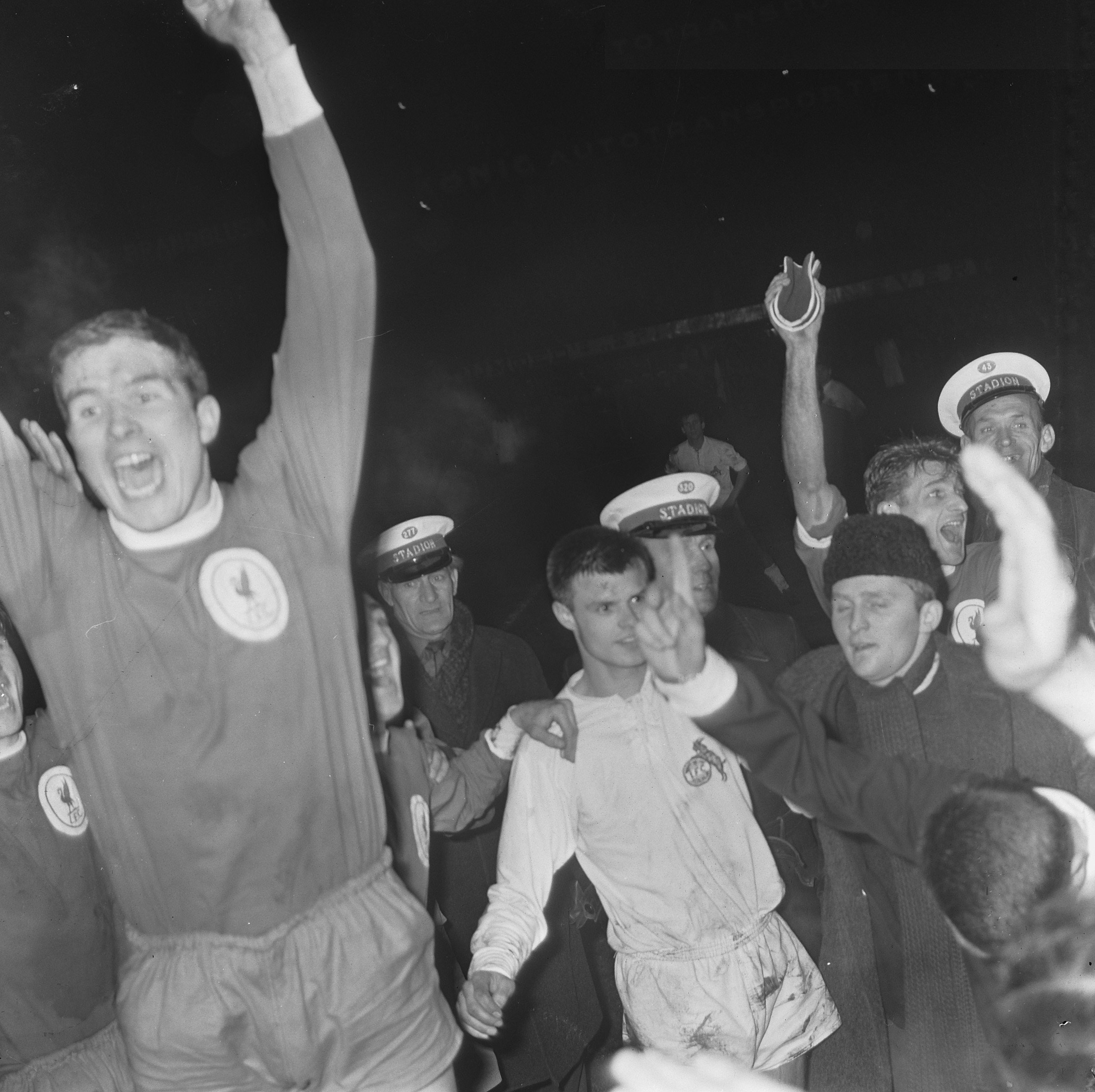
Szenerie unmittelbar nach dem Münzwurf

Die Verlängerung verlief ereignisarm. Beide Mannschaften waren nahe an der Erschöpfung und beschränkten sich größtenteils darauf, keine Fehler mehr zu begehen. Erschwert wurde das Unterfangen, das entscheidende Tor zu erzielen, auch durch den Umstand, dass der Rasen im De-Kuip-Stadion inzwischen in einem desolaten Zustand war und der Untergrund stellenweise nur noch aus Schlamm bestand. Auch in der Verlängerung konnte kein Gewinner gefunden werden.
Nachdem sich die Mannschaften drei Spiele und insgesamt 300 Minuten lang beharkt hatten, musste nun die Entscheidung erzwungen werden.

### Münzwurf
Zur damaligen Zeit gab es noch kein Elfmeterschießen. Die Regeln der UEFA sahen stattdessen vor, den Sieger per Münzwurf zu ermitteln. Der Schiedsrichter Robert Schaut benutzte dazu jedoch keine Münze, sondern eine kleine Holzscheibe mit roter und weißer Seite. Er rief die beiden Mannschaftskapitäne an einen der beiden Strafräume, einige andere Spieler sowie Pressevertreter und Polizisten waren ebenfalls an den Ort der Entscheidung gekommen und bildeten einen Kreis um den Schiedsrichter.
Dieser bestimmte Rot als die Farbe Liverpools. Nach dem Wurf blieb die Scheibe im morastigen Rasen senkrecht, auf der Kante stehen, so dass auch durch den Münzwurf zunächst kein Sieger ermittelt werden konnte. Nach dem zweiten Wurf zeigte die Scheibe rot und Liverpool gewann.
Auch laut Liverpool-Kapitän Ron Yeats, der gemeinsam mit dem Kölner Kapitän Hans Sturm am dichtesten am Geschehen war, blieb die Scheibe im Morast stecken, neigte sich jedoch deutlich in die für ihn ungünstige Richtung, weshalb er dem Schiedsrichter zügig riet, den Wurf zu wiederholen. Die Kölner Karl-Heinz Thielen und Hannes Löhr bestätigten diese Version.

## Kritik am Schiedsrichter
Die UEFA setzte für das Spiel den Belgier Robert Schaut als Schiedsrichter ein. Dies überraschte, denn die Partie auf europäischem Niveau war das zweite Europapokalspiel und das erste im Europapokal der Landesmeister, das Schaut leitete. Im Spielverlauf traf Schaut mehrere Entscheidungen, die ihm unter anderem von der Fachzeitschrift Sportmagazin sowie vom Spiegel als Fehler angelastet wurden.
Ein schwerwiegender Fehler war dabei die Aberkennung eines regelkonformen Treffers durch Heinz Hornig, der das 3:2 für Köln bedeutet hätte. Auch das Verhalten des Belgiers beim Münzwurf irritierte. So bestimmte Schaut selbst, welche Farbe für welche Mannschaft galt, anstatt, wie üblich, dieses den Mannschaftskapitänen zu überlassen.

## Spieldaten
| FC Liverpool                                           | FC Liverpool | 1. FC Köln | 1. FC Köln |
| ------------------------------------------------------ | --- | --- | ---------- |
| FC Liverpool                                           | \| Viertelfinale, Entscheidungsspiel \| \| 24. März 1965 in Rotterdam (De Kuip) \| \| Ergebnis: 2:2 n. V. (2:1, 2:2), Münzwurf für Liverpool \| \| Zuschauer: 47.862 (ausverkauft) \| \| Schiedsrichter: Robert Schaut ( Belgien) \| | \| Viertelfinale, Entscheidungsspiel \| \| 24. März 1965 in Rotterdam (De Kuip) \| \| Ergebnis: 2:2 n. V. (2:1, 2:2), Münzwurf für Liverpool \| \| Zuschauer: 47.862 (ausverkauft) \| \| Schiedsrichter: Robert Schaut ( Belgien) \| | 1. FC Köln |
| FC Liverpool                                           | Tommy Lawrence – Ron Yeats , Chris Lawler, Gerry Byrne, Willie Stevenson – Gordon Milne, Tommy Smith – Peter Thompson, Ian St. John, Roger Hunt – Ian Callaghan Cheftrainer: Bill Shankly ( Schottland)                              | Toni Schumacher – Anton Regh, Fritz Pott, Matthias Hemmersbach, Wolfgang Weber – Wolfgang Overath, Hans Sturm – Christian Müller, Hannes Löhr, Heinz Hornig – Karl-Heinz Thielen Cheftrainer: Georg Knöpfle                          | 1. FC Köln |
| FC Liverpool                                           | 1:0 Ian St. John (21.) 2:0 Roger Hunt (36.) | 2:1 Karl-Heinz Thielen (40.) 2:2 Hannes Löhr (48.) | 1. FC Köln |
| Viertelfinale, Entscheidungsspiel                      | | |            |
| 24. März 1965 in Rotterdam (De Kuip)                   | | |            |
| Ergebnis: 2:2 n. V. (2:1, 2:2), Münzwurf für Liverpool | | |            |
| Zuschauer: 47.862 (ausverkauft)                        | | |            |
| Schiedsrichter: Robert Schaut ( Belgien)               | | |            |

## Reaktionen

### Presse
Horace Yates von der Liverpool Daily Post kommentierte den Münzwurf wie folgt: „The most amazing finish I have ever seen or am ever likely to see in football.“
Das deutsche Sportmagazin schrieb: „Dieses Pech hat unser Deutscher Meister nach drei erregenden, dramatischen Schlachten nicht verdient.“ Das Hamburger Abendblatt kommentierte: „Man muss dem 1. FC Köln bescheinigen, dass er den deutschen Fußball in Rotterdam würdig vertrat und ein großartiger Repräsentant gewesen ist. Geradezu phantastisch, wie sich die angeschlagene Elf aufbäumte, wie sie nervenstark genug blieb, um anzugreifen, zu kontern.“ Im WDR-Radio hieß es: „Als die Münze das erste Mal auf dem Boden lag, sah ich wie Yeats sich verzweifelt an den Kopf griff und dann wurde die Wahl der Seite Kopf oder Zahl wiederholt, der Englische Fußballmeister war glücklicher, er darf sich freuen. Aber er hat den 1. FC Köln nicht besiegt.“

### Trainer
Bill Shankly, Trainer des FC Liverpool, sagte über den 1. FC Köln: „This team didn’t deserve to drop out through the toss of a coin. I have to be honest. Liverpool were not the better team.“'(„Dieses Team hat es nicht verdient durch eine Münze auszuscheiden. Ich muss ehrlich sein. Liverpool war nicht das bessere Team.“)
Kölns Trainer Georg Knöpfle äußerte sich wie folgt: „Das Ganze hat doch nichts mit Sport zu tun, es darf doch nicht wahr sein, daß nach drei unentschiedenen Spielen in genau fünf Stunden ein Los entscheidet, eine Münze, wie sie Kinder zum Spielen nehmen. Wenn man ein Elfmeterschießen als Entscheidung herangezogen hätte, so würde Ich darin noch einen Sinn sehen, weil das mit Fußball ein wenig zu tun hat. Doch das Los mit einer Münze? Es ist einfach unfassbar.“

### Spieler
Hans Schäfer, FC-Spieler, der verletzt nicht mitspielen konnte, äußerte sich wie folgt: „Ich glaube nicht, dass dies jemand wiederholen wird: Mit zwei Toren gegen so eine starke Mannschaft zurückliegen und es mit nur 10 Spielern noch zu einem 2:2 zu schaffen.“ Der Kölner Mittelfeldregisseur Wolfgang Overath gab zu Protokoll: „Mit einer kompletten Mannschaft hätten die Engländer nichts gesehen. Es ist furchtbar, auf diese Weise zu verlieren. Das haben wir doch nicht verdient.“

## Nachwirkungen

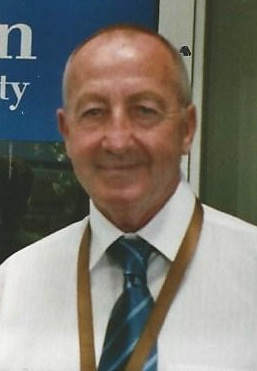
Gerry Byrne, 2006

Von verschiedenen Medien und Funktionären wurde die Abschaffung von Münzwürfen und Losentscheiden zur Ermittlung des Siegers gefordert. Zwar wurden vor dem Spiel zwischen Liverpool und Köln immer wieder Entscheidungen im Europapokal durch die Münze entschieden, doch noch nie fand diese Vorgehensweise bei einem derart wichtigen Spiel Anwendung. Überwiegend waren es Erst- und Zweitrundenspiele, bei denen vorher und auch in der Folge auf diese Art eine Entscheidung herbeigeführt werden musste. Bis zur Ablösung durch das Elfmeterschießen dauerte es letztlich jedoch noch bis 1970.

### FC Liverpool
Im anschließenden Halbfinale mussten sich die Reds Inter Mailand (3:1, 0:3) geschlagen geben. Dafür wurde etwa ein Monat nach dem Spiel in Rotterdam zum ersten Mal in der Klubhistorie der FA Cup gewonnen. 1966 wurden die Reds erneut Englischer Meister. Im selben Jahr wurden mit Gerry Byrne, Ian Callaghan und Roger Hunt drei Liverpool-Spieler Weltmeister. Der FC Liverpool wurde in den 70er und 80er Jahren durch diverse Meisterschaftsgewinne Stammgast des Europapokals der Landesmeister und gewann den Wettbewerb zwischen 1977 und 1984 viermal.

### 1. FC Köln
Der FC wurde von der Öffentlichkeit zwar nicht als Verlierer gesehen, sondern eher als moralischer Sieger, doch ohne Nachwehen blieb das bittere Ausscheiden nicht, denn mit Weber fiel ein weiterer wichtiger Spieler für den Rest der Saison aus, nachdem schon Hans Schäfer ausgefallen war. In der Bundesliga reichte es nach dem Spiel in Rotterdam wegen fehlender Konstanz für die Vizemeisterschaft hinter Werder Bremen.
Danach fielen die Kölner allmählich aus der Bundesligaspitze und konnten sich nur noch einmal, 1978/79, für den Landesmeisterpokal qualifizieren, wo man erst im Halbfinale scheiterte. Knapp ein Jahr nach dem Münzwurf scheiterten Wolfgang Overath, Heinz Hornig und Wolfgang Weber im Finale der Weltmeisterschaft 1966 mit dem Wembley-Tor an England und damit auch an Byrne, Callaghan und Hunt vom FC Liverpool.

## Trivia
- Wie üblich fanden bereits vor dem eigentlichen „Münzwurf von Rotterdam“ zwei Münzwürfe zur Ermittlung der Seitenwahl (vor Spielbeginn und vor Start der Verlängerung) statt. Diese beiden Würfe fielen zugunsten der Kölner aus.[15]
- Der FC Liverpool war knapp drei Jahre nach den Ereignissen in Rotterdam erneut auf das Glück angewiesen. Die Engländer trennten sich in der 1. Runde des Messestädte-Pokal 1968/69 zweimal unentschieden von Athletic Bilbao, sodass erneut ein Münzwurf über Ausscheiden oder Weiterkommen entschied. Dieses Mal hatte Liverpool das Nachsehen und schied aus.
- Nach dem Spiel entstanden freundschaftliche Beziehungen zwischen Kölner und Liverpooler Fans, die einige Jahrzehnte aufrechterhalten wurden, inzwischen aber nicht mehr bestehen.